# Gheorghe Rășcănescu
Gheorghe Rășcănescu (n. 30 ianuarie 1900, Crăcăoani, Neamț, România – d. 1967, Ploiești, România) a fost un ofițer român, care a luptat în cel de-al Doilea Război Mondial, primind pentru eroismul dovedit în Bătălia de la Stalingrad ordinele militare germane: Crucea de Fier și Crucea de Cavaler al Crucii de Fier. Alături de un alt român, maiorul Ioan Pălăghiță, a fost ofițerul superior străin cu gradul cel mai mic care a primit decorația germană Crucea de Cavaler al Crucii de Fier.

## Biografie
Gheorghe Rășcănescu s-a născut la data de 28 ianuarie 1900 în satul Crăcăoani (județul Neamț), într-o familie de țărani cu 10 copii. Urmează școala primară din satul natal (1907-1911), după care face 6 clase de liceu la Liceul „Petru Rareș” din Piatra Neamț (1912–1918). Nu-și continuă studiile datorită dificultăților financiare și a faptului că guvernul român tocmai legalizase intrarea la școlile militare având numai 6 clase de liceu. Astfel, între anii 1920-1922 urmează Școala Militară de Ofițeri de Infanterie din Sibiu, absolvind-o cu grad de sublocotenent de infanterie. În 1926 avea să fie avansat locotenent, iar în 1935 căpitan. În 1940 primește comanda Batalionului I al Regimentului 15 Dorobanți, fiind ridicat la gradul de maior.
În 28 decembrie 1924 se căsătorește la Piatra Neamț cu Maria Iosub, iar pe 26 ianuarie 1926 se naște Magda Maria Rășcănescu. Nu au mai avut alți copii.
Participă atât la campania din Răsărit, cât și la cea din Vest. În ambele este remarcat drept soldat excepțional, fiind propus (și primind pentru luptele din Răsărit) pentru decorare. Între numeroasele sale realizări, cele mai cunoscute sunt: ieșirea din încercuirea de la Cotul Donului, intrarea în Odesa, cucerirea prin încercuire a satului Pavlovka, cucerirea satului Frumoasa (jud. Harghita) etc.
Pentru o scurtă perioadă (în 1945) este directorul Arsenalului Motomecanizat Lăculețe, unde are în subordine peste 800 de muncitori. Reușește să reorganizeze Arsenalul și să-l facă profitabil. După demiterea sa, Arsenalul a falimentat.
La 26 iulie 1958 este arestat la orele 5 dimineața, și ținut în anchetă până la sfârșitul lui februarie 1959. Este condamnat de un tribunal militar din Ploiești la 10 ani de muncă silnică și 10 ani de degradare civică, 900 de lei cheltuieli de judecată și confiscarea averii personale (sentința nr. 493/09.05.1959) pentru crime de uneltire contra ordinii sociale prin agitație. Este grațiat la 15 noiembrie 1960 (decretul Marii Adunări Naționale nr. 406/1960), fără însă a primi pensia de militar de carieră. Este repus în dreptul de pensie printr-o decizie a Ministerului Armatei din 11 noiembrie 1964.
Având probleme de sănătate cauzate de numeroasele lupte la care a participat, moare din pricina unui infarct miocardic la Ploiești, în data de 3.06.1967.
În 1996 este declarat cetățean de onoare al comunei Crăcăoani.

## Realizări militare
Maiorul Gheorghe Rășcănescu a fost comandantul Batalionului 1 în Regimentul 15 Infanterie din cadrul Diviziei 6 Infanterie. El a acționat pe frontul germano-sovietic, aflându-se în compoziția Grupului de Armate "Don".
Batalionul condus de el a fost singurul din componența grupului de divizii conduse de către generalul Mihail Lascăr care a scăpat din încercuirea de către armata sovietică în timpul Bătăliei de la Stalingrad, mărșăluind vreme de 3 nopți și o zi o distanță de peste 140 km până să ajungă în dispozitivul amic. Ca unelte de orientare a avut la dispoziție busola Bezard și un binoclu IOR. De la 26 noiembrie și până la 3 decembrie 1942, batalionul lui Rășcănescu a luptat împotriva Corpului 8 Cavalerie al Armatei Sovietice împiedicând capturarea aerodromului vital al armatei germane de la Oblivskaya, gest eroic pentru care, la 4 decembrie 1942, a fost decorat cu ordinul militar german Crucea de cavaler a Crucii de Fier, fiind unul dintre cei 18 militari români care au primit acest înalt ordin german.
De asemenea, a fost decorat cu Ordinul Mihai Viteazul clasa a III-a (prin Decretul regal nr. DR905/31 martie 1943) și avansat la 1 iunie 1943 la gradul de locotenent-colonel. A fost mutat apoi la Regimentul Motorizat 3 Vânători de Munte din cadrul Diviziei 1 Blindate. În cursul ofensivei sovietice din perioada 20–23 august 1944, el a comandat un detașament din cadrul aceluiași regiment care s-a luptat cu forțele Armatei Roșii pe linia Pașcani–Roman, pentru a apăra calea ferată ce lega cele două orașe.
Pe 23 august 1944, locotenent-colonelul Gheorghe Rășcănescu a executat ordinul Regelui, formând din voluntari Detașamentul Motomecanizat român (cu următorul efectiv: 25 de ofițeri, 34 subofițeri, 2 mecanici, 657 trupă) care a tăiat drum prin pădure, trecând cu tancurile Carpații și căzând în spatele liniilor de apărare germane, împiedicând astfel consolidarea trupelor germane pe Carpați, fapt pentru care a fost propus pentru cea mai mare decorație sovietică. A fost înaintat la gradul de colonel pe 11 februarie 1946, cu vechimea de la 16 iunie 1945.

## Decorații
- Ordinul „Coroana României” în gradul de Cavaler (8 iunie 1940)[4]
- Coroana României cl. IV cu spade și panglica de Virtute Militară – 5.08.1941
- Ordinul Mihai Viteazul cl. III – prin DR905/31.03.1943 (maior din Regimentul 15 Dorobanți „Războieni”)
- Crucea de Fier cls. I – 26.11.1942
- Crucea de Cavaler a Crucii de Fier – 4.12.1942